# Sprota
Sprota est l'épouse ou la « frilla » du duc Guillaume Ier de Normandie, dit Guillaume Longue-Épée, en réalité jarl des Normands et comte de Rouen.

## Biographie
D'origines obscures, elle est dite « bretonne » par Flodoard de Reims, et née vers 911. Sprota serait la fille du comte Juhel Bérenger de Rennes, hypothèse qui n'est pas reprise par Elisabeth van Houts pour qui son origine peut tout aussi bien être scandinave (comme l'indique le nom de Sprota) ou franque. Selon l’ouvrage Histoire du duché de Normandie rédigé au début du XIXe siècle, elle serait la fille d'Hébert comte de Senlis, mais cette thèse est abandonnée depuis longtemps.
Son mariage avec Guillaume s'est déroulé devant tous les seigneurs du duché et en présence du comte de Paris Hugues le Grand et beaucoup de jeunes seigneurs de France. Cela se déroule vers 932 dans le cadre du règlement des troubles en Bretagne, Cotentin et Avranchin. Sprota aurait été envoyée à Rouen en 931 pour échapper au révolté Rioulf.
De cette union avec Guillaume naît, vers 933, le futur duc Richard Sans-Peur.
À la mort de Guillaume, assassiné le 17 décembre 942, elle est donnée comme frilla, à un riche noble normand nommé Asperleng de Pîtres. De cette union, naît Raoul d'Ivry (demi-frère du duc Richard Sans-Peur), celui qui mate violemment la révolte paysanne dans les années 996-997 sous la minorité de son neveu, le jeune duc Richard II de Normandie.